# Plecia impilosa
Plecia impilosa är en tvåvingeart som beskrevs av Hardy 1940. Plecia impilosa ingår i släktet Plecia och familjen hårmyggor. Inga underarter finns listade i Catalogue of Life.